# Phoenicanthus obliquus
Phoenicanthus obliquus R.E.Fr. – gatunek rośliny z rodziny flaszowcowatych (Annonaceae Juss.). Występuje endemicznie w południowo-wschodniej części Sri Lanki. 

## Morfologia
PokrójZimozielone drzewo dorastające do 1–8 m wysokości.
LiścieMają kształt od owalnie lancetowatego do eliptycznie lancetowatego. Mierzą 7–20 cm długości oraz 2–6 cm szerokości. Są skórzaste. Nasada liścia jest zaokrąglona.
KwiatySą pojedyncze lub zebrane w pary, rozwijają się w kątach pędów. Płatki mają kształt od owalnego do eliptycznego i różowopurpurowy kolor, później przebarwiając się na brązowopurpurowo, osiągają do 2–5 mm długości.
OwocePojedyncze mają prawie kulisty kształt, zebrane w owoc zbiorowy. Osiągają 6–9 mm średnicy.

## Biologia i ekologia
Rośnie w lasach.